# Dikuwa
Dikuwa (nep. डिकुवा) – gaun wikas samiti we wschodniej części Nepalu w strefie Sagarmatha w dystrykcie Khotang. Według nepalskiego spisu powszechnego z 2001 roku liczył on 406 gospodarstw domowych i 2353 mieszkańców (1162 kobiet i 1191 mężczyzn).